# آنادول
آنادول (به انگلیسی: Anadol) شرکت خودروسازی ترکیه‌ای بود، که خودروهای مسافری تولید می‌کرد. از سال ۱۹۶۶ تا ۱۹۹۱ خودروها و پیکاپ‌های آنادول توسط شرکت صنایع خودروسازی اتوسان، در استانبول تولید می‌شد.
تولید شرکت خودروهای مسافری آنادول در سال ۱۹۸۶ متوقف گردید، وقتی که تولید خودروی پیکاپ اتوسان ۵۰۰ تا سال ۱۹۹۱ آغاز شد. هم‌اکنون خودروهای مسافری و تجاری فورد در شرکت اتوسان تولید گشته و به کشورهای مختلف صادر می‌شود.